# Piazza Ernesto Cesaro
Piazza Ernesto Cesaro, anche nota come piazza Santa Teresa, è una piazza di Torre Annunziata. Dal 1911 è intitolata al matematico Ernesto Cesaro che nel 1906 perse la vita nelle acque adiacenti il porto cittadino nel tentativo di salvare dall'annegamento il figlio Manlio. 

## Storia
Nel 1506 la zona dell'attuale piazza era nominata largo di Casa Pisacane e fu proprietà del principe Piccolomini di Monteleone. Nel 1600 era uno slargo scosceso che veniva chiamato Boscariello forse per la presenza di ginestre e pini che sorgevano in loco.

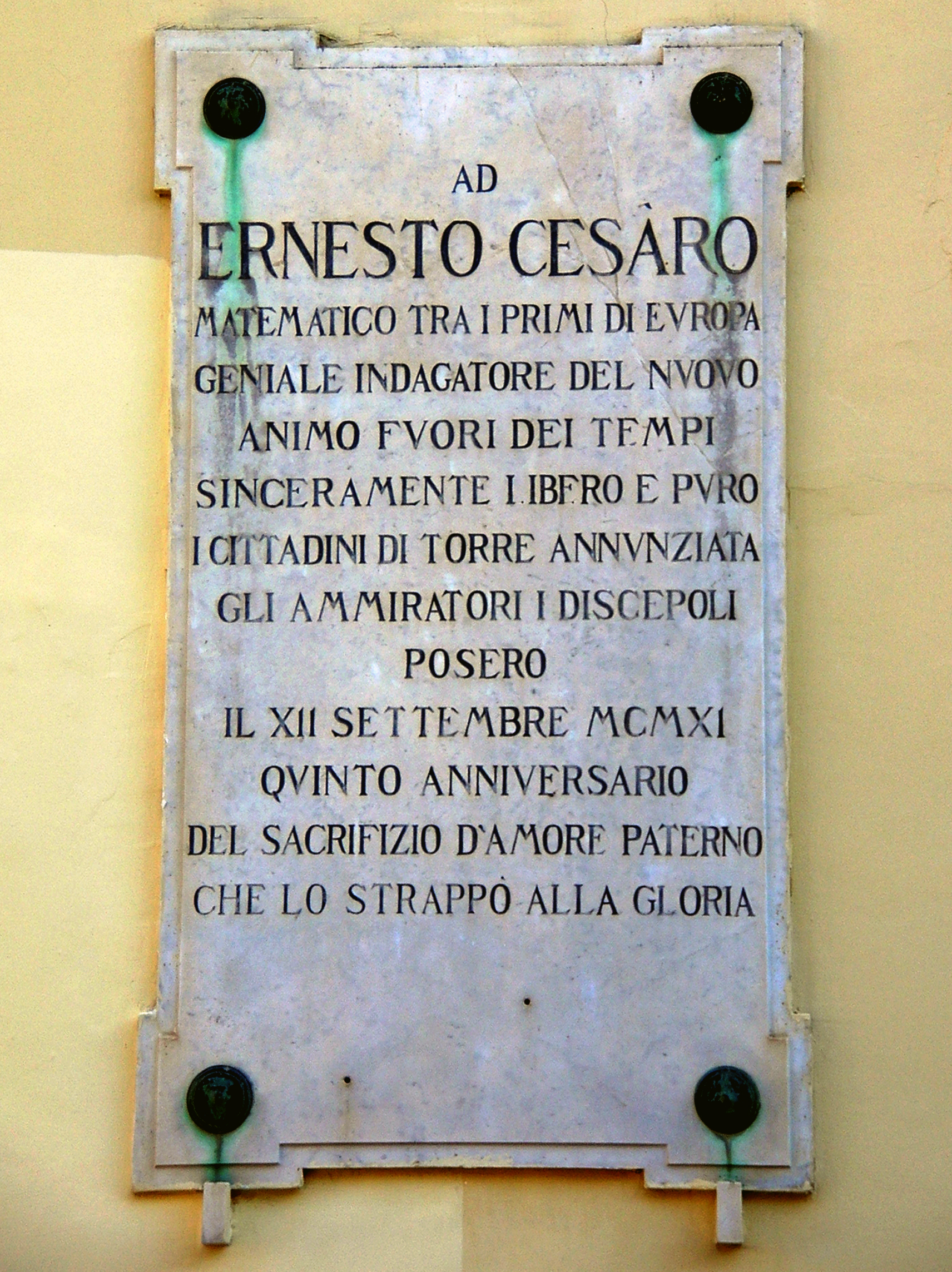
La lapide in memoria di Ernesto Cesaro, nella piazza a lui intitolata

Di forma trapezoidale, il nome con cui storicamente è nota, deriva dall'ubicazione nella piazza della Chiesa di Santa Teresa di Gesù, ivi eretta nel 1639 con annesso convento che la chiude nel lato nord. I monaci, a cui fu donata la piazza, nel 1846 e come da usanza dell'epoca, la delimitarono con delle croci, le quali furono piazzate a ridosso della Strada Regia delle Calabrie, ma le autorità comunali lasciarono ai frati solo metà dello spazio. Nel 1860 divenne piazza dei Comizi, in ricordo del plebiscito per l'unità d'Italia. In base alla legislazione vigente in quel periodo, la piazza divenne di proprietà comunale, per cui sparì ogni traccia delle croci.

Dalla fine del XIX secolo e fino al 1917, anno della rivoluzione bolscevica, in piazza Cesaro nel Palazzo Amodio trovò posto una sede distaccata del Consolato russo di Napoli, in quanto in quel periodo l'imprenditoria torrese, addetta principalmente alla produzione di pasta, si approvvigionava regolarmente di grano Taganrod proveniente dalla Crimea.

Dal 1896 al 1929 al centro della piazza trovò posto una fontana con vasca in pietra vesuviana, già ubicata in precedenza in piazza dell'Annunziata e in seguito nei giardini del porto. Fu poi rimossa per far posto al monumento ai caduti della Grande guerra inaugurato nel 1930.